# KUD Apokalipsa
KUD Apokalipsa nakladnička je kuća iz Slovenije, utemeljena 1993.god.  Njen osnivač i urednik je Primož Repar, filozof i pjesnik. Nakladu započinju 1994.godine izdavanjem revije Apokalipsa, koja od 2002. godine prerasta u mjesečnik. Godine 1995. se šire i na književni program. 
Fokusirani su na 'udruženja žive kulture', neformalne skupine suradnika – pjesnika, filozofa, esejista, znanstvenika, pisaca, umjetnika, slikara i drugih.

## Zbirke
Nakladnička kuća ima različite zbirke: Apokalipsa, Aurora, Aut, Fraktal, Haiku, Haiku strip, Strip, Pretoki, Posebna izdanja.
Zbirka Apokalipsa želi čitatelju predstaviti literaturu koja nije dio širih poetika. I njihove druge knjižne zbirke otvaraju prostor razlike, izmjene, komunikacije, međunarodne razmjene i izdanja u različitim jezicima (npr. antologija slovenske haiku poezije Ribnik tišine izdan je u 12 jezika, Breskvini popki (Pupoljci breskve) u 6 jezika, kao i antologija višegradske haiku Razsipane jagode (Rasipane jagode) u 5 jezika.
U zbirci AUT izašla su mnoga djela Paula Ricoeura i Soerena Kierkegaarda, ali i Jacquesa Derrida, Hannah Arendt in Béle Hamvasa. Među izdanim knjigama su i četiri Nobelovke, Olga Tokarczuk, Herta Mueller, Wislava Shimborska, Doris Lessing; kao i najbolje pjesničke zbirke u Sloveniji (naprimjer Barbara Korun – Veronikinina nagrada idr.); autori filozofskih djela,  Tomaš Halik, J.L. Marion, Miklavž Ocepek, Dejan Aubreht, Goran Starčević i drugi.
Od 2016.godine ima i monografsko podzbirku koju izdaje u suradnji sa Sveučilištem u Torontu (Kierkegaard Circle, Trinity College) i Srednjoeuropskim istraživačkim institutom Soeren Kierkegaard u Ljubljani (CERI-SK).
Članovi uredništva su: Primož Repar, Jurij Hudolin, Alenka Koželj, Andrej Božič, Samo Krušič, Katarina Majerhold, Stanislava Chrobáková Repar, Janko Rožič, Bojan Velikonja, Martina Soldo, Zoran Triglav, Matjaž Bertoncelj, Jan Cvitković, Gašper Pirc.

## Suradnja na projektima
Dio djelatnosti izdavačke kuće Apokalipsa je od 2002.god. i projekt Revija u reviji (Review within Review), čiji ustanovitelji su Primož Repar i Stanislava Chrobáková Repar. U projektu se umrežuju europske literarne i literarno-humanističke revije. Festival Revija u reviji je međunarodni susret nakladnika, urednika i autora projekta.  Filozofska djelatnost je od 2007.godine nadgrađena Međunarodnim filozofskim simpozij Miklavža Ocepka koji se od te godine održava bijenalno, a od 2013.god. organizirane su i međunarodne konferencije te filozofske radionice »Kierkegaard« (u suradnji s CERISK) te u suradnji s Cankarjevim domom - Unesco Slovenija.

## Organizacija međunarodnih natječaja
Svoj međunarodni haiku natječaj organizira od 1998. do 2019. za najbolji haiku a čiji sudionici dolaze sa svih kontinenata svijeta. Nekoliko godina organizirala je i natječaj haiku stripa što je izvorna zamisao Apokalipse.

## Vanjske poveznice
- Mrežno mjesto izdavača Apokalipsa